# 波伊 (加利福尼亞州)
波伊（英語：Poe）是位於美國加利福尼亞州比尤特縣的一個非建制地區。該地的面積和人口皆未知。

## 地理
波伊的座標為39°44′40″N 121°28′17″W / 39.74444°N 121.47139°W，而該地的平均海拔高度為323米（即1060英尺）。